# Siang Jing
Siang Jing (čínsky pchin-jinem Xiàng Yīng, znaky zjednodušené 项英, tradiční 項英; květen 1898 — 8. ledna 1941) byl čínský komunistický politik, od konce 20. let jeden z vůdců Komunistické strany Číny. V první polovině 30. let se podílel na organizaci Čínské sovětské republiky, ve druhé polovině 30. let vedl komunisty a jejich partyzánské oddíly v jihovýchodních provinciích Číny. Padl v boji s kuomintangskými vojsky.

## Život
Siang Jing se narodil roku 1898 ve Wu-čchangu v provincii Chu-pej, v rodině zchudlého vzdělance. V desíti letech mu zemřel otec. Od patnácti let pracoval v továrně ve Wu-čchangu, zapojil se do dělnického hnutí, roku 1920 v podniku organizoval stávku. Roku 1922 vstoupil do Komunistické strany Číny, následující rok se účastnil velké stávky pekingských železničářů. Od roku 1923 byl členem ústředního výboru KS Číny. Roku 1925 se podílel na organizaci hnutí 30. května v Šanghaji. Poté se vrátil do Wu-chanu, kde se věnoval práci ve straně a odborech. Od února 1928 byl členem politbyra ÚV KS Číny a jeho stálého výboru.
Na VI. sjezdu strany v Moskvě byl opět zvolen do ÚV a následně politbyra a jeho stálého výboru, přičemž ve vlivu ve straně ustupoval pouze Čou En-lajovi a Li Li-sanovi. Koncem roku 1930 byl přeložen do centrální sovětské oblasti v Ťiang-si, kde od Mao Ce-tunga převzal vedení tamní stranické organizace (jako prozatímní tajemník centrálního byra ÚV, funkci vykonával místo řádného tajemníka byra Čou En-laje, který zůstával v Šanghaji a do Ťiang-si se dostal až koncem roku 1931; současně byl od ledna 1931 předsedou ústřední revoluční vojenské komise). Od jara 1931 se o vedení centrální sovětské oblasti dělil s nově příchozími Žen Pi-š’im, Wang Ťia-siangem a Ku Cuo-linem. V listopadu 1931 byl na I. sjezdu sovětů zvolen místopředsedou ústředního výkonného výboru nově zřízené Čínské sovětské republiky, nejvyššího orgánu státní moci, a místopředsedou rady lidových komisařů (vlády) a lidovým komisařem práce. Faktickým nejvyšším mocenským orgánem v sovětu bylo ústřední byro ÚV KS Číny v jehož čele stál Čou En-laj, který řídil vojenské operace ve štábu vojsk, zatímco Žen Pi-š’ a Siang Jing jako zástupci tajemníka byra v Žuej-ťinu, hlavním městě sovětské oblasti, dohlíželi na stranické i sovětské organizace. I po příchodu zbytku vedení strany začátkem roku 1933 zůstal jedním z vůdčích představitelů strany v oblasti. V lednu 1934 na II. sjezdu sovětů opět obdržel funkci místopředsedy ústředního výkonného výboru sovětské republiky a ve vládě převzal úřad lidového komisaře dělnicko-rolnické inspekce. Na pátém zasedání ÚV v lednu 1934 byl potvrzen v politbyru a opět se stal i členem ústředního sekretariátu (čili stálého výboru) politbyra, nejužšího vedení komunistické strany.
V páté obkličovací kampani v létě roku 1934 byla centrální sovětská oblast postupně dobyta kuomintangskými armádami, většina čínské Rudé armády s většinou stranického vedení odešla na Dlouhý pochod, zatímco Siang Jing zůstal v Ťiang-si jako vůdce komunistů a komunistických vojsk, zanechaných na místě. Poté vedl ilegální komunistické organizace a partyzánské oddíly v Ťiang-si, Fu-ťienu a Kuang-tungu. Po vzniku Druhé jednotné fronty proti japonské agresi koncem roku 1937 byl Siang Jing jmenován tajemníkem jihovýchodního byra ÚV (tj. bylo potvrzeno jeho vedení strany v jihovýchodních provinciích) a zástupcem velitele Nové čtvrté armády, vytvořené z komunistických partyzánských oddílů jihovýchodní a střední Číny.
Zemřel v lednu 1941, když na rozkaz Kuomintangu se měly komunistické oddíly z jihovýchodu Číny přesunout na severní břeh Jang-c’-ťiang. Siang Jing s pochodem na sever otálel, nakonec byla štábní kolona Nové čtvrté armády při přesunu na jihu provincie An-chuej napadena přesilou kuomintangských vojsk a zničena, Siang Jing přitom zahynul.